# IRAS 09371+1212

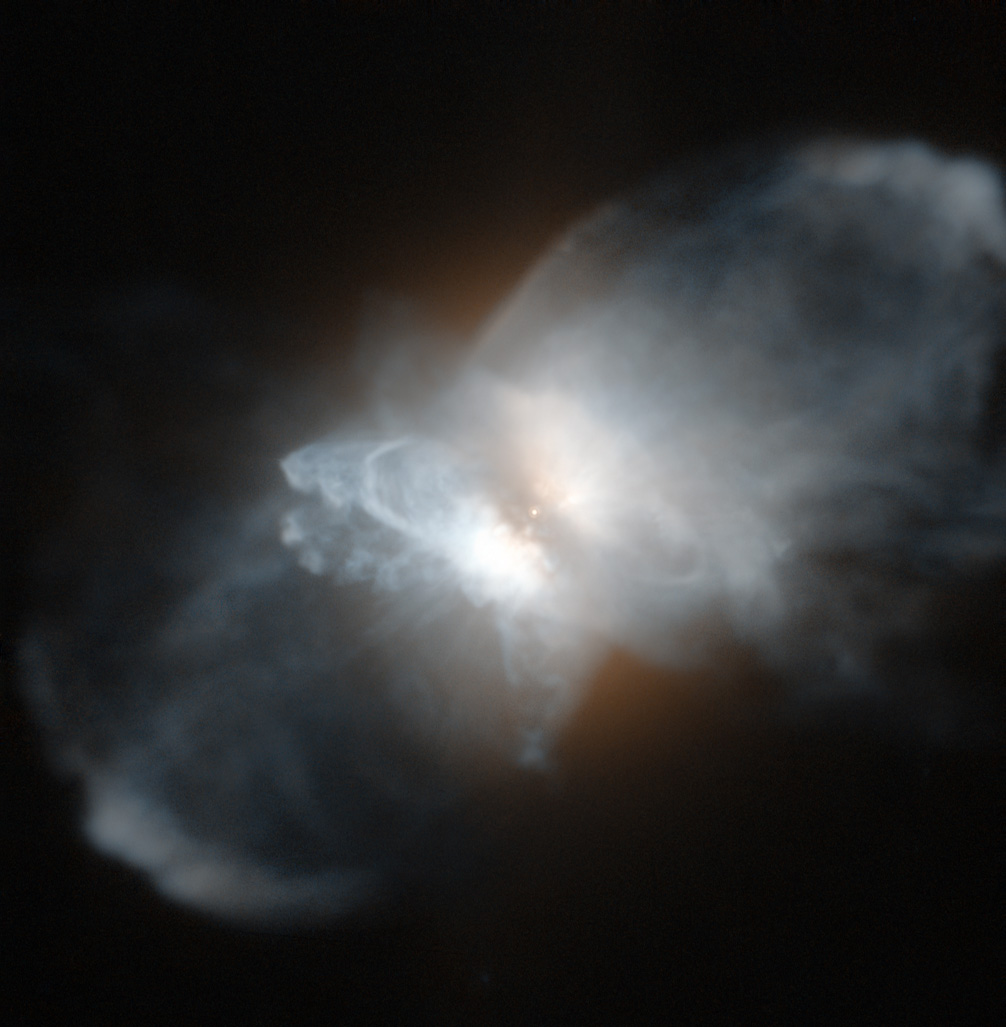
La nebulosa Helada de Leo

La nebulosa Helada de Leo es una protonebulosa planetaria (PPN), ubicada aproximadamente a 10.000 años luz (Davis et al., 2005) de distancia de la Tierra en la dirección de la constelación de Leo. Su estrella central es de tipo espectral óptico K7II, llamada IRAS 09371+1212. Tiene una absorción característica muy profunda en el 3,1 micras y está situada a más de 900 PC por encima del plano de nuestra galaxia (Bourke et al., 2000). Además, desde 1990 cuenta con el único conocido PPN salida circunestelar de hielo cristalino que domina la longitud de onda del espectro de emisión a lo largo y lo conocido PPN solo con la reflexión simétrica desviaciones del punto de la simetría axial.
- Datos: Q1631305
- Multimedia: Frosty Leo Nebula / Q1631305